# Cletus Andersson
Cletus Erik Thule Andersson (Stockholm, 4 maart 1893 – aldaar, 12 juli 1971) was een Zweeds waterpolospeler.
Cletus Andersson nam als waterpoloër eenmaal deel aan de Olympische Spelen; in 1924. In 1924 maakte hij deel uit van het zweedse team dat als vierde eindigde. Hij speelde zes wedstrijden en scoorde vier goals.
Andersson speelde voor de club SK Neptun.
Cletus Andersson · 
Erik Andersson · 
Vilhelm Andersson · 
Nils Backlund · 
Theodor Nauman · 
Martin Norberg · 
Gösta Persson · 
Hilmar Wictorin · 
S. Friberg (R) ·
E. Skoglund (R) ·
N. Skoglund (R)